# تصادم مطار ديترويت الجوي
تصادم مطار ديترويت الجوي هو كارثة جوية بين طائرتي ماكدونل دوغلاس دي سي-9 التابعة لخطوط نورث ويست الجوية الرحلة 1482 وبوينغ 727 التابعة لخطوط نورث ويست الجوية الرحلة 299 في صباح ضبابي في 3 ديسمبر 1990 وكانت دي سي-9 تحمل 40 راكبا و4 من أفراد الطاقم وكانت بوينغ 727 تحمل علي متنها 146 راكبا و8 من أفراد الطاقم مات 8 أشخاص ونجا 36 شخصا علي متن ماكدونل دوغلاس دي سي-9 وطائرة بوينغ 727 فقد نجا جميع ركابها وطاقمها البالغ عددهم 154 شخصا فقد أصطدم الجناح الأيمن لطائرة بوينغ 727 بمقصورة ركاب ومحركيها من طراز برات آند ويتني جيه تي 8 دي وقطع المقصورة من قمرة القيادة لذيل طائرة ماكدونل دوغلاس دي سي-9 وقطعت مصقورة ركاب دي سي-9 من المقدمة للمؤخرة.